# Пиговат, Борис Зеликович
Борис Зеликович Пиговат — композитор, преподаватель, доктор Бар-Иланского университета (2002 г.), член Союза композиторов Израиля.

## Биография
Родился 26 октября 1953 года в г. Одесса. 1969—1973 годы — Московское музыкальное училище им.Гнесиных (теоретико-композиторское отделение.) 1973—1978 годы — Московский музыкально-педагогический институт им. Гнесиных (класс композиции, проф. Н.И. Пейко). 1983—1986 г. — Аспирантура при Московском музыкально-педагогическом институте им. Гнесиных (класс проф. Н.И. Пейко). С 1978 по 1990 год проживает в Душанбе (Таджикистан). Преподает в музыкальном училище, ведет музыкально-теоретические дисциплины, курс композиции, член Союза композиторов Таджикистана.
С 1990 года в Израиле. В 2002 году получает степень доктора Бар-Иланского университета (Израиль). Б. Пиговат разножанровый композитор, это произведения для симфонического и духового оркестров, вокальная музыка, инструментальные произведения, причем практически для всех инструментов.
Многие его произведения звучат в исполнении лучших коллективов мира, среди них: Национальный симфонический оркестр Украины, Израильские симфонические и духовые оркестры, Белгородский симфонический оркестр, Симфонический оркестр республики Таджикистан, Токийский симфонический оркестр (Tokyo Kosei Wind Orchestra), Симфонический оркестр из Новой Зеландии (Vector Wellington Orchestra), Симф. оркестр Ниццы (Франция), симфо-духовые оркестры Испании, Германии, США, Венгрии, России (Волга-Бэнд, Саратов), Государственный духовой оркестр России (дирижёр засл. артист Украины А.Уманец) и другие.
Среди многочисленных работ Бориса Пиговата: 
- Реквием «Холокост», посв. 60-летию трагедии Бабьего Яра. За это произведение композитор получает специальную премию Ассоциации писателей, композиторов и музыкальных издателей Израиля (ACUM-1995г.), и приз премьер-министра государства Израиль(2000 г.)
- «Musica Dolorosa» - Для квартета тромбонов (диплом на музыкальном конкурсе композиторов в Будапеште — 1988 г.)
- «Массада» приз на фестивалях в Люксембурге и Швеции (2003 г.)
- «Еврейская рапсодия»-для брас ансамбля (посв. Марку Шагалу) — премьера состоялась на заключительном концерте в Bad Steben (Германия) в исп. Бранд Брасс Ансамбля (Саратов).
- «Ветер в Йемене» — премьера в Токио 2003 год,
- «Молитва» и «Песни моря» премьера в Нью-Йорке — 2005 год
- «Еврейская свадьба» — для кларнета и струнного квартета (исполнил всемирно известный израильский кларнетист-исполнитель клезмерской музыки — Гиора Фейдман) — премьера состоялась в феврале 2009 года, Германия.

Кроме композиторской деятельности Борис Пиговат преподает в нескольких консерваториях Израиля, в частности в муниципальной консерватории г. Петах-Тиква. Ведет курс композиции, пишет музыку для духового и симфонических оркестров консерватории.